# Deneb Dulfim
Deneb Dulfim (ε Delphini / ε Del / 2 Delphini) es una estrella de magnitud aparente +4,03 en la constelación de Delphinus, la tercera más brillante de la misma después de Rotanev (β Delphini) y Sualocin (α Delphini).

## Nombre
El nombre de Deneb Dulfim, en árabe «la cola del delfín», procede de la misma raíz dhenab que aparece en los nombres de estrellas como Deneb (α Cygni), Denébola (β Leonis) o Aldhanab (γ Gruis).
En Arabia ε Delphini era también llamada Al ʽAmūd al Ṣalīb, señalando el «Pilar de la Cruz», pues para algunos grupos de primeros cristianos —melquitas y nestorianos— la actual constelación del Delfín simbolizaba la Cruz de Jesús. 
Por su parte, a esta estrella se la llamaba en China Pae Chaou, «el melón podrido».

## Características físicas
Deneb Dulfim, situada en la periferia de la Vía Láctea, dista 360 años luz del sistema solar. Catalogada como una gigante blanco-azulada de tipo espectral B6III, tiene una temperatura superficial de 13.146 K. Incluyendo la gran cantidad de luz ultravioleta que emite como consecuencia de su elevada temperatura, su luminosidad es 745 veces mayor que la del Sol. Su velocidad de rotación proyectada es de 47 km/s,
lo que supone un período de rotación igual o inferior a 4,4 días.
Siendo su radio 4,4 veces mayor que el radio solar, Deneb Dulfim no es verdadera gigante sino una estrella de la secuencia principal que aún fusiona hidrógeno con una edad estimada de 66 millones de años. Con una masa de 4,8 masas solares, su destino último es convertirse en una enana blanca de carbono-oxígeno con aproximadamente el 85% de la masa del Sol, perdiendo el 80% de su masa durante las etapas finales de su evolución. Parece ser una estrella ligeramente variable cuyo brillo puede llegar a alcanzar magnitud +3,95.